# Tage Kaarsted
Tage Kaarsted (27. maj 1928 i Silkeborg – 29. december 1994) var en dansk historiker, der ofte blev brugt som politisk kommentator.
Kaarsted beskæftigede sig primært med 1900-tallets danske politiske historie. Hans disputats fra 1968, Påskekrisen 1920, var således karakteristisk, men allerede i 1964 prøvede han kræfter et i tid nærmereliggende emne med afhandlingen Regeringskrisen 1957. En studie i regeringsdannelsens proces.
Gennem mange år var Kaarsted professor ved Odense Universitet, og fra 1976 var han kongelig ordenshistoriograf. Han blev Ridder af Dannebrog 1971, Ridder af 1. grad 1980 og var ved sin død Kommandør af Dannebrog.
Han er gengivet i et portrætmaleri af Ulrik Schmedes fra 1968 og en tegning af Hans Bendix fra 1970.
Frem til 1967 var han en af driftkræfterne bag Magisterstaten, en udgivelse lignende Kraks Blå Bog, men kun med magistre.